# Maria Ceiça
Maria Ceiça (sinh ra Maria da Conceição Justino de Paula ở Rio de Janeiro, ngày 18 tháng 10 năm 1965) là một nữ diễn viên, ca sĩ và nghệ sĩ người Brazil, người có một sự nghiệp quan trọng trong các lĩnh vực nhà hát, phim ảnh và truyền hình.

## Tiểu sử
Được đào tạo tại Trường Sân khấu Martins Pena ở Rio de Janeiro, Maria Ceiça bắt đầu sự nghiệp chuyên nghiệp vào năm 1989 tại TV Globo, với telenovela Pacto de Sangue. Kể từ đó, cô đã xuất hiện trong nhiều bộ phim truyền hình khác nhau cho TV Globo và Rede Record, diễn giải các nhân vật rất nổi tiếng với khán giả Brazil và Bồ Đào Nha, như Tuquinha Batista trong telenovela Felicidade hoặc Márcia trong Por Amor.
Maria Ceiça đã chiến thắng giải Cúp Andorinha, Giải thưởng của Ban giám khảo đặc biệt tại Liên hoan phim của các quốc gia ngôn ngữ Bồ Đào Nha, năm 2006 và được vinh danh bởi một cống phẩm đặc biệt tại Liên hoan phim châu Phi tại thành phố New York năm 2005, cô đã tham gia nhiều bộ phim, bao gồm một số bộ phim các sản phẩm quan trọng của Brazil và quốc tế, như Filhas do Vento (Brazil), người chiến thắng 6 Kikitos (Giải thưởng) tại Liên hoan Gramado (liên hoan phim quan trọng nhất của Brazil), Cruz e Sousa, o poeta do Desterro (Brazil) và Se eu fosse você (Brazil). Maria Ceiça đóng vai nữ chính trong các bộ phim nổi tiếng quốc tế, Testamento (Cape Verde, 1997), là người người chiến thắng Phim hay nhất Kikito tại Liên hoan Gramado và một số giải thưởng quốc tế khác vào năm 1997, và Người hùng (Angola, 2004), người chiến thắng giải Sundance Liên hoan phim Giải thưởng Grand Jury năm 2004 và các giải thưởng khác.
Trong nhà hát, Maria Ceiça đã biểu diễn trong hơn 15 tác phẩm trên tất cả các sân khấu của Brazil, bao gồm các hit lớn như Boeing - Boeing, A Lua que me ERICua và The Blacks từ Jean Genet. Cô cũng đã biểu diễn như một ca sĩ trong hai chương trình, dựa trên Âm nhạc phổ biến Brazil (MPB). Từ năm 1997, cô cũng đã biểu diễn cho TV Escola, một kênh giáo dục nhắm vào giáo viên và học sinh từ các trường công lập Brazil. Năm 2007, cô là Giám đốc (Điều phối viên) về Bình đẳng chủng tộc tại Ban Thư ký Hỗ trợ Xã hội và Nhân quyền của Nhà nước Rio de Janeiro. Hiện tại, Maria Ceiça điều hành công ty sản xuất của riêng mình, Luminis Produtora Produções Artísticas.